# 車いすバスケットボール男子アメリカ合衆国代表

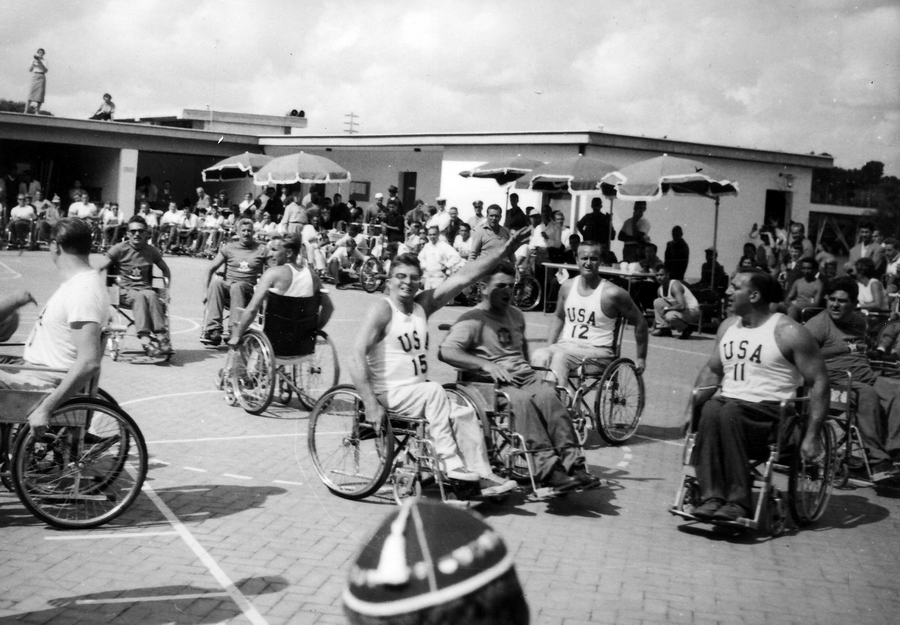
1960年パラリンピックでのアメリカチーム

車いすバスケットボール男子アメリカ合衆国代表は、アメリカ合衆国の男子車いすバスケットボールナショナルチーム。全米車いすバスケットボール協会（National Wheelchair Basketball Association (NWBA)）によって編成される。

## 主要国際大会の成績

### パラリンピック
これまでパラリンピックで金メダルを10個獲得している。1960年ローマパラリンピックと1964年東京パラリンピックでは障害の程度に応じてクラスAとクラスBの2種目が開催された。アメリカ代表は2大会とも2種目を制覇した。1968年大会から男子競技は1種目となった。
- 1960 - 優勝 (2種目)
- 1964 - 優勝 (2種目)
- 1968 - 準優勝
- 1972 - 優勝
- 1976 - 優勝
- 1980 - 3位
- 1984 - 4位
- 1988 - 優勝
- 1992 - 優勝
- 1996 - 3位
- 2000 - 3位
- 2004 - 7位
- 2008 - 4位
- 2012 - 3位
- 2016 - 優勝
- 2020 - 優勝

### 世界選手権
- 1975[2] - 準優勝
- 1979[3] - 優勝
- 1983[4] - 優勝
- 1986[5] - 優勝
- 1990[6] - 準優勝
- 1994[7] - 優勝
- 1998[7] - 優勝
- 2002[7] - 優勝
- 2006[7] - 準優勝
- 2010[7] - 3位
- 2014[7] - 準優勝
- 2018[7] - 準優勝

## 選手
| 2020パラリンピック      |
| ----------------------- |
| Jorge Sánchez(4.0)      |
| Jacob Williams(2.5)     |
| Joshua Turek(3.5)       |
| Michael Paye(3.0)       |
| Matt Lesperance(1.0)    |
| Ryan Neiswender(2.0)    |
| Brian Bell(4.5)         |
| Matt Scott(3.5)         |
| Steve Serio(3.5)        |
| Nate Hinze(4.5)         |
| Trevon Jenifer(2.5)     |
| John Boie(1.0)          |
| ヘッドコーチ Ron Lykins |